# Гатовский, Владимир Николаевич
Влади́мир Никола́евич Гато́вский (Готовский) (1879—1935) — начальник штаба Кавказской туземной конной дивизии. Генерал-майор (1917).

## Биография
Родился 1 октября 1879 года в Царском Селе.
Общее образование получил во 2-м кадетском корпусе, из которого выпущен 1 октября 1895 года. Продолжил обучение в Николаевском кавалерийском училище, по окончании которого в 1897 году корнетом гвардии (старшинство с 13.08.1897) выпущен в лейб-гвардии Гродненский гусарский полк, 13 августа того же года произведён в поручики.
Зачисленный в Николаевскую академию Генерального штаба, Гатовский окончил её в чине штабс-ротмистра гвардии в 1903 году по первому разряду, с переименованием  в Генерального штаба капитаны. С 29 сентября 1903 года по 21 октября 1904 года был прикомандирован к Офицерской кавалерийской школе для более полного изучения технической стороны кавалерийского дела.
Участвовал в Русско-японской войне в должности обер-офицера для поручений Управления генерал-квартирмейстера 3-й Маньчжурской армии, был награждён орденами Св. Анны 4-й степени (1905) и Св. Станислава 3-й степени с мечами и бантом (1906).
После войны служил в должности старшего адъютанта штаба 2-й гвардейской пехотной дивизии. С 16 ноября 1907 года по 20 ноября 1908 года отбывал цензовое командование эскадроном в 8-м драгунском Астраханском полку. 6 декабря 1908 года произведён в подполковники и 29 января 1909 года состоял штаб-офицером для поручений при штабе Петербургского военного округа, с 1 июля 1910 года — старший адъютант штаба Петербургского военного округа, с 12 мая 1911 года — числился штаб-офицером для поручений при штабе войск Гвардии и Петроградского военного округа и с 15 мая 1911 года по 31 августа 1912 года был направлен для обучения в Офицерскую воздухоплавательную школу. 25 марта 1912 года произведён в полковники. По окончании воздухоплавательной школы по классу лётчика-наблюдателя Гатовский был назначен правителем дел Офицерской кавалерийской школы. За это время был награждён орденами Св. Анны 3-й степени (6 декабря 1909 года) и Св. Станислава 2-й степени (6 декабря 1912 года)
С началом Первой мировой войны Гатовский был назначен исполняющим дела начальника штаба 2-й кавалерийской дивизии и за отличие в боях был 29 мая 1915 года награждён золотой шашкой с надписью «За храбрость».
2 декабря 1915 года возмущённый бездарным командованием Арсением Карагеоргиевичем (братом сербского короля) 2-й бригадой дивизии Гатовский ударил его по лицу, за что был разжалован в рядовые. Прослужив три месяца в Приморском драгунском полку, он оказался в 25-м корпусном авиаотряде. Проявив храбрость в воздушных боях, Гатовский заслужил с 4-й по 2-ю степени солдатского Георгиевского креста и был восстановлен в чине полковника (со старшинством от 6 мая 1916 года, также ему были возвращены все прежние награды.
В конце мая Гатовский был назначен на должность начальника штаба Кавказской туземной конной дивизии. В 1917 году будучи начальником штаба Кавказского туземного конного корпуса, участвовал в неудачном походе Корнилова на Петроград, был арестован, но осенью 1917 года освобождён и 31 октября того же года приказом по 7-й армии был награждён орденом Св. Георгия 4-й степени и произведён в генерал-майоры.
В начале 1918 года добровольно вступил в Красную Армию. Участвовал в переговорах Советского правительства о покупке у Швеции самолётов. В декабре 1918 года при пересечении Балтийского моря был захвачен в плен финнами. Пробыл в плену до июня 1919 года. По возвращении в РСФСР преподавал в Военной академии РККА. С 1928 года — старший руководитель кафедры тактики Военной академии РККА.
23 февраля 1931 года Гатовский был арестован по делу «Весна»; свою вину не признал. 18 марта 1931 года приговорён к трём годам исправительно-трудовых лагерей. После освобождения вернулся на преподавательскую работу в военной академии. Преподавал в Архитектурном институте.
Умер в 1935 году в Москве, похоронен на Введенском кладбище (25 участок).

## Награды
- Орден Святой Анны 4-й степени с надписью «За храбрость» (1905)
- Орден Святого Станислава 3-й степени с мечами и бантом (1906)
- Орден Святой Анны 3-й степени (06.12.1909)
- Орден Святого Станислава 2-й степени (06.12.1912)
- Орден Святого Владимира 4-й степени с мечами и бантом (10.1914)
- Орден Святого Владимира 3-й степени с мечами (ВП 21.04.1915)
- Георгиевское оружие (Выс. пр. 29.05.1915)  —за бой с германцами 21 февраля 1915 г.
- Орден Святой Анны 2-й степени с мечами (ВП 13.10.1915)
- Георгиевский крест IV степени №680518 — "ГАТОВСКИЙ Владимир Николаевич — XXVI корпусной авиационный отряд, мл. унтер-офицер, летчик-наблюдатель. За то, что состоя летчиком наблюдателем, при полетах 8-го, 11-го, 15-го и 16.03.1916 при обследовании района Усечка, Городенка, Веренчанка, Окна, Залещики, подвергаясь неоднократно обстреливанию артиллерийским огнем неприятеля, произвел ряд удачных воздушных разведок. На ст. Залещики сбросил 4 пудовых бомбы, произведя пожар. 16.03.1916, невзирая на ружейный и артиллерийский огонь противника, произвел ряд фотографических снимков и сбросил 2 бомбы на груженый подвижной состав".
- Георгиевский крест № 64144 — "ГАТОВСКИЙ Владимир Николаевич — XXVI корпусной авиационный отряд, мл. унтер-офицер, летчик-наблюдатель. Награжден  13.04.1916 за удачную воздушную рекогносцировку".
- Георгиевский крест II степени № 26465 —  "ГАТОВСКИЙ Владимир Николаевич — XXVI корпусной авиационный отряд, мл. унтер-офицер, летчик-наблюдатель. Награжден 5.05.1916 за воздушную охрану войск на смотру Государя; несмотря на многократные попытки неприятельского аппарата прорвать линию каждый раз преграждал ему путь, а затем и преследовал его".
- Георгиевский крест I степени (1917) — "за то, что, будучи прикомандирован к штабу Кавказской туземной конной дивизии, 4 мая 1916 г. вызвался охотником на воздушную разведку района будущих операций дивизии, в результате чего выяснил расположение укреплений и батарей противника, представив аэрофотоснимки особой важности".
- Орден Святого Георгия 4-й степени (Приказ по 7-й армии 31.10.1917).
- Знак Л.-гв. Гродненского гусарского полка (на фотографии - на левом нагрудном кармане кителя)
- Знак «В память 100-летнего юбилея Штаба войск Гвардии и Санкт-Петербургского округа» (на фотографии на левом кармане кителя под знаком лейб-гвардейского Гродненского гусарского полка)
- Знак Николаевской академии Генерального штаба (на фотографии - над правым карманом кителя) .
- Знак об окончании Офицерской воздухоплавательной школы (на фотографии на правом кармане кителя посередине).